# Stefan Drue
Stefan J. Drue (ur. 1912, zm. 14 sierpnia 1995) – polski pisarz.

## Życiorys
Urodził się w 1912
Po II wojnie światowej przebywał na emigracji w Wielkiej Brytanii. Opisał historię 7 Pułku Artylerii Konnej, oddziału Polskich Sił Zbrojnych na Zachodzie.
Zmarł 14 sierpnia 1995.

## Publikacje
- Co komu pisane (1990)[3]
- 7 P. A. K. Szkic historyczny zmechanizowanego pułku artylerii konnej 1942-1947 (1991)
- Bez wątpienia (1995)[4]

## Odznaczenia
- Krzyż Oficerski Orderu Odrodzenia Polski (3 maja 1990)[5]
- Krzyż Kawalerski Orderu Odrodzenia Polski (3 maja 1983)[6]